# Perskie Wzgórze
Perskie Wzgórze – wzniesienie (wzgórze) położone w paśmie Lesistych Wzgórz należących do Wzgórz Trzebnickich. Wzgórze znajduje się w miejscowości Wilczyn w Gminie Oborniki Śląskie. Jeden z nielicznych obiektów fizjograficznych Lesistych Wzgórz położony poza Wilczyńskimi Lasami. Wierzchołek wzniesienia położony jest na wysokości bezwzględnej wynoszącej 182,0 m n.p.m.

## Położenie
Wzgórze położone jest w północnej części Lesistych Wzgórz wchodzących w skład Wzgórz Trzebnickich, będących mezoregionem o identyfikatorze 318.44 (według regionalizacji fizycznogeograficznej opracowanej przez Jerzego Kondrackiego), należących do Wału Trzebnickiego (makroregion o indeksie 318.4). W ramach tych Wzgórz Trzebnickich wyróżnia się także mikroregion obejmujący Perskie Wzgórze – Grzbiet Trzebnicki (indeks 318.444). Pod względem regionalizacji przyrodniczo-leśnej wzgórze położone jest w mezoregionie Wzgórz Trzebnicko-Ostrzeszowskich.
Pod względem podziału administracyjnego jest on położony na terenie Gminy Oborniki Śląskie, w powiecie trzebnickim, województwie dolnośląskim (zobacz: podział administracyjny województwa dolnośląskiego), na terenie objętym obrębem ewidencyjnym wsi Wilczyn, w jej południowo-wschodniej części. Wokół wzgórza przebiegają ulice: Orzechowa, Parkowa, Leśna i Zaciszna, z jednorodzinną zabudową osiedla.

## Charakterystyka
Wysokość bezwzględna na jakiej położony jest wierzchołek wzgórza wynosi 182,0 m n.p.m. (186,0 m n.p.m.). Wzgórze góruje nad miejscowością. U jego podnóża rosną potężne lipy o obwodach wynoszących 3,45 m i 3,62 m. Przebiegają tędy szlaki turystyczne. Wzniesienie otoczone jest współczesnym osiedlem domów jednorodzinnych, od południa i wschodu otoczonego przez Wilczyńskie Lasy. Z tego względu jest to jeden z nielicznych obiektów fizjograficznych Lesistych Wzgórz położony poza Wilczyńskimi Lasami. Wierzchołek i zbocza pokryte są łąką i zadrzewieniem. Na wschód od wzgórza za ulicą Zaciszną, już w lesie, znajduje się jar – Głęboki Lej. Natomiast po stronie północnej znajduje się początek Doliny Wilczej, z przepływającą tu strugą Młynówka (Lubniówka). Za doliną rozciągają się Kowalskie Góry, w szczególności grzbiet Karoszki.

## Nazwa
Nazwa własna – Perskie Wzgórze – jest nazwą niestandaryzowaną, gdyż została ustalona i ujęta w państwowym rejestrze nazw geograficznych na podstawie wywiadu terenowego. Odnosi się ona do ukształtowania terenu określonego jako wzgórze, wzniesienie. W rejestrze tym przypisano jej identyfikator: PRNG – 235596, identyfikator IIP – PL.PZGiK.320.NGRP.235596. Podaje on następujące współrzędne geograficzne punktu głównego: szerokość geograficzna – 51°17'02" N, długość geograficzna – 16°57'34" E. W rejestrze tym obowiązuje od 27.03.2015 r..